# Claude Bancilhon
Claude Bancilhon (París, 22 de abril de 1931-París, 22 de julio de 2014) fue un deportista francés que compitió en esgrima, especialista en la modalidad de florete. Ganó cuatro medallas en el Campeonato Mundial de Esgrima entre los años 1953 y 1958.

## Palmarés internacional
| Campeonato Mundial | Campeonato Mundial          | Campeonato Mundial | Campeonato Mundial  |
| Año                | Lugar                       | Medalla            | Prueba              |
| ------------------ | --------------------------- | ------------------ | ------------------- |
| 1953               | Bruselas (Bélgica)          | Medalla de oro     | Florete por equipos |
| 1954               | Luxemburgo (Luxemburgo)     | Medalla de plata   | Florete por equipos |
| 1957               | París (Francia)             | Medalla de plata   | Florete por equipos |
| 1958               | Filadelfia (Estados Unidos) | Medalla de oro     | Florete por equipos |